# Dani (Schauspielerin)

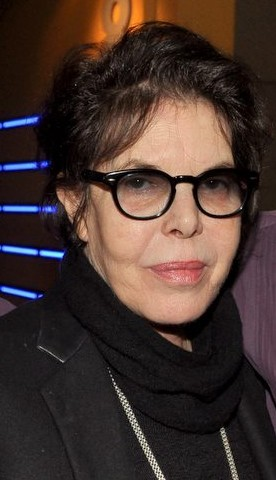
Dani (2012)

Dani (* 1. Oktober 1944 in Castres als Danièle Graule; † 18. Juli 2022 in Tours) war eine französische Schauspielerin und Sängerin.

## Leben und Karriere
Danièle Graule wuchs mit zwei Schwestern als Tochter eines Schuhmachers und einer Schuhverkäuferin katalanischer Herkunft in Castres auf. Sie besuchte Zeichenkurse in Perpignan.
Im Jahr 1963 ging sie nach Paris, um Kosmetikerin zu werden. Dort lernte sie den Fotografen Benjamin Auger kennen, mit dem sie eine Liebesbeziehung einging. Er war Mitarbeiter des Hauptfotografen des Jugendmagazins Salut les copains, Jean-Marie Périer. Sie fand Gefallen an einem Nachtclub, wo sie Périer und dessen Halbbruder Marc Porel kennenlernte und Kontakt zu Musikern knüpfte. Gefördert von Auger, begann sie eine Karriere als Fotomodell und Sängerin. 1966 wurde das Lied Garçon manqué auf Schallplatte veröffentlicht. Fortan trat sie unter dem Namen Dani auf.
Ihre Schauspielkarriere begann mit kleinen Auftritten in Filmen wie Der Reigen von Roger Vadim (1964). Jean-Marie Périer gab 1971 sein Debüt als Filmregisseur, und Dani übernahm neben Marc Porel und François Périer eine Hauptrolle in Tumuc Humac. An Porels Seite spielte sie erneut in dem Film Un officier de police sans importance. Sie veröffentlichte weiterhin Lieder und wurde 1973 von François Truffaut für die Rolle der Scriptvolontärin Liliane in Die amerikanische Nacht engagiert. 1978 griff Truffaut die Figur der Liliane in Liebe auf der Flucht wieder auf.
Im Jahr 1974 sollte Dani Frankreich beim Grand Prix Eurovision de la chanson (Eurovision Song Contest) mit dem Lied La vie à 25 ans vertreten. Doch konnte sie nicht teilnehmen, da die Teilnahme des Landes am Musikwettbewerb wegen des Todes des Staatspräsidenten, Georges Pompidou, abgesagt wurde. 1975 bewarb sich Dani erneut, um für Frankreich beim Grand Prix anzutreten, diesmal mit Comme un boomerang, einem von Serge Gainsbourg geschriebenen Chanson. Der Text erschien der Auswahljury jedoch als zu anstößig, und Danis Bewerbung scheiterte.
1974 eröffnete Dani den Nachtclub L’Aventure. 1981 wurde er wegen Drogenskandalen geschlossen, und Dani wurde vorübergehend verhaftet. Sie zog sich aus dem Nachtleben zurück und veröffentlichte 1983 ihre Memoiren unter dem Titel Drogue la galère. Nur noch selten trat sie in Kinofilmen in Erscheinung, so erst 1988, zehn Jahre nach Liebe auf der Flucht, in einer Nebenrolle in Eine Frauensache von Claude Chabrol.
Im Jahr 2001 erlebte Dani ein Comeback als Sängerin. Étienne Daho brachte mit ihr im Duett Comme un boomerang, das Chanson von Gainsbourg von 1975, heraus; es wurde ein Hit. Von da an folgten wieder einige Filmrollen. 2006 wurde Dani für ihre Darstellung einer alternden Theater-Concierge in Ein perfekter Platz für einen César als beste Nebendarstellerin nominiert.

## Filmografie (Auswahl)
- 1964: Der Reigen (La Ronde)
- 1964: Schräger Charme und tolle Chancen (La chance et l’amour)
- 1971: Tumuc Humac
- 1973: Un officier de police sans importance
- 1973: Die amerikanische Nacht (La nuit américaine)
- 1977: Zwischen Tod und Leben (Les anneaux de Bicêtre)
- 1979: Liebe auf der Flucht (L’amour en fuite)
- 1988: Eine Frauensache (Une affaire de femmes)
- 1992: Kommissar Moulin (Commissaire Moulin, TV-Serie, eine Folge)
- 1994: Ich kann nicht schlafen (J’ai pas sommeil)
- 2003: Eine einmalige Chance (Violence des échanges en milieu tempéré)
- 2003: Les clefs de bagnole
- 2006: Ein perfekter Platz (Fauteuils d’orchestre)
- 2012: Sag, dass du mich liebst (Parlez-moi de vous)
- 2013: Jack und das Kuckucksuhrherz (Jack et la mécanique du cœur) (Synchronisation)